# London-Ouest (circonscription provinciale)
Circonscription électorale provinciale du Canada
London-Ouest ((en) London West) est une circonscription provinciale de l'Ontario représentée à l'Assemblée législative de l'Ontario depuis 1999.

## Géographie
La circonscription est située dans le sud de l'Ontario. La circonscription se limite à la ville de London
La seule circonscription limitrophe est Elgin—Middlesex—London, London—Fanshawe, London-Centre-Nord et Lambton—Kent—Middlesex.

## Historique
| Législature                                                                    | Années        | Député | Député              | Parti                     |
| ------------------------------------------------------------------------------ | ------------- | ------ | ------------------- | ------------------------- |
| London-Ouest Circonscription issue de London-Sud, London-Nord et London-Centre |               |        |                     |                           |
| 37e                                                                            | 1999-2003     |        | Bob Wood            | Progressiste-conservateur |
| 38e                                                                            | 2003-2007     |        | Christopher Bentley | Libéral                   |
| 39e                                                                            | 2007-2011     |        | Christopher Bentley | Libéral                   |
| 40e                                                                            | 2011-2013     |        | Christopher Bentley | Libéral                   |
| 40e                                                                            | 2013-2014     |        | Peggy Sattler       | Néo-démocrate             |
| 41e                                                                            | 2014-2018     |        | Peggy Sattler       | Néo-démocrate             |
| 42e                                                                            | 2018-2022     |        | Peggy Sattler       | Néo-démocrate             |
| 43e                                                                            | 2022–2025     |        | Peggy Sattler       | Néo-démocrate             |
| 44e                                                                            | 2025–en cours |        | Peggy Sattler       | Néo-démocrate             |

## Circonscription fédérale
Depuis les élections provinciales ontariennes du 4 octobre 2007, l'ensemble des circonscriptions provinciales et des circonscriptions fédérales sont identiques.